# Président de la république du Cameroun
Le président de la république du Cameroun (en anglais : President of the Republic of Cameroon) est le chef de l'État du Cameroun. Conformément à l'article 5 alinéa 1 de la constitution du Cameroun, il est l'organe chargé de l'exercice du pouvoir exécutif.
L'autorité de l'Etat étant exercée aussi bien par le président de la République que par le parlement.
Le Cameroun s'est doté d'un président de la République à partir de l'année 1960.
Cette fonction est assumée par d'abord Ahmadou Ahidjo du 6 mai 1960 au 4 novembre 1982 et ensuite par Paul Biya depuis le 6 novembre 1982

## Élection
Le président de la République est élu au scrutin uninominal majoritaire à un tour pour un mandat de sept ans, renouvelable indéfiniment.
En vertu de la loi électorale camerounaise, l'élection présidentielle se tient 20 jours au moins et 50 jours au plus avant l’expiration des pouvoirs du président en exercice.

## Fonctions du président de la République suivant les constitutions
Le Cameroun a connu quatre constitutions où les attributions du président de la république y ont subi des légères modifications au fil des années :

### Constitution du4 mars 1960[3]
Cette constitution institue un régime politique de type parlementaire; on parle de la république du Cameroun oriental, le président de la république est le chef de l'Etat, il est élu par un collège électoral comprenant :
- Les membres de l'Assemblée nationale;
- Les membres des conseils généraux des provinces;
- Les délégués des assemblées municipales élus au sein de ces assemblées dans les conditions fixées par une loi organique.

Le président de la république est élu pour un mandat de cinq ans; il nomme le premier ministre et met aussi fin à ses fonctions.
De l'article 18, il ressort que sur sa demande, le président de la république peut être entendu par l'Assemblée et ses communications ne peuvent dans ce cas là donner lieu à aucun débat.
Aussi à titre de disposition transitoire, il est retenu qu'exceptionnellement, le premier président de la république du Cameroun est élu par les membres de l'assemblée nationale.
Comme le dispose le décret n° 66/1/PG/Cor, la présidence du gouvernement du Cameroun oriental est organisée comme suit :
- Le secrétariat général de la présidence du gouvernement
- Le cabinet du premier ministre
- Des conseillers techniques

### Constitution du1erseptembre 1961[7]
Cette nouvelle constitution donne naissance à la république fédérale du Cameroun à partir du 1er octobre 1961 qui est formée du territoire de la république du Cameroun [réf. nécessaire], anciennement sous-tutelle française, appelé Cameroun oriental, et du territoire du Cameroun méridional anciennement sous-tutelle britannique.
L'autorité fédéral est exercée par le président de la république fédérale et par l'assemblée nationale fédérale.
Ici, le président de la république fédérale est chef de l'état fédéral et chef du gouvernement fédéral et il est assisté dans sa mission d'un vice-président de la république fédérale. Il est élu pour 5 ans et est rééligible.
Le président de la république fédérale nomme les ministres et ministres-adjoints qu'il choisit parmi les ressortissants de chacun des états fédérés. Ces derniers sont responsables devant lui et il peut mettre fin à leurs fonctions.
La structure de la présidence de la république comprend, d'après l'article 7 du décret n° 70/DF/273/ du 12 juin 1970 portant organisation du gouvernement fédéral de la république fédéral du Cameroun :
- Le cabinet militaire
- Le secrétariat général de la présidence de la république
- La délégation générale à la sûreté nationale
- La direction générale des études et de la documentation
- La direction de la sécurité
- Le secrétariat permanent de la défense nationale
- Le service central de l'informatique

### Constitution du2 juin 1972[9]
Après le référendum du 20 mai 1972, une nouvelle constitution fut promulguée le 2 juin 1972 pour donner naissance à la république unie du Cameroun. Les pouvoirs du président de la république sont renforcés; il est chef de l'état et chef du gouvernement.
Le président de la république définit la politique de la nation et peut charger un premier ministre de l'application de cette politique dans les domaines déterminés; ce dernier reçoit la délégation de pouvoirs en vue d'assurer l'animation, la coordination et le contrôle de l'activité gouvernementale dans ces domaines.
Il est élu pour 5 ans au suffrage universel direct et secret. Il est rééligible.
Le président de la république nomme le premier ministre, les ministres et les vice-ministres et fixe leurs attributions, ceux-ci sont responsables devant lui et il met fin à leurs fonctions.

### Constitution du18 janvier 1996
Cette constitution a comme particularités qu'elle a vu l'institution d'un sénat, qui est la chambre haute du parlement, d'un conseil constitutionnel. Les provinces sont remplacées par des régions semi-autonomes.
Concernant le président de la république, d'après l'article 6, son mandat est prolongé de 7 ans et renouvelable une fois.
Notons aussi, qu'en cas de vacance du président de la république pour cause de décès, de démission ou d'empêchement définitif, et constaté par le conseil constitutionnel, l'intérim est assuré jusqu'à l'élection d'un nouveau président de la république par le président du sénat ou par son suppléant. Dans cette situation, le président du sénat ne peut modifier ni la constitution, ni la composition du gouvernement et ne peut recourir au référendum.
Un autre article aussi important que les autres est l'article 66 qui oblige aussi bien le président de la république d'une bonne partie des composantes de la vie publique, à faire une déclaration de leurs biens et avoirs au début et à la fin de leur mandat ou de leur fonction.

## Liste des présidents

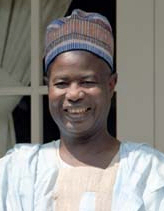
Ahmadou Ahidjo 1960-1982
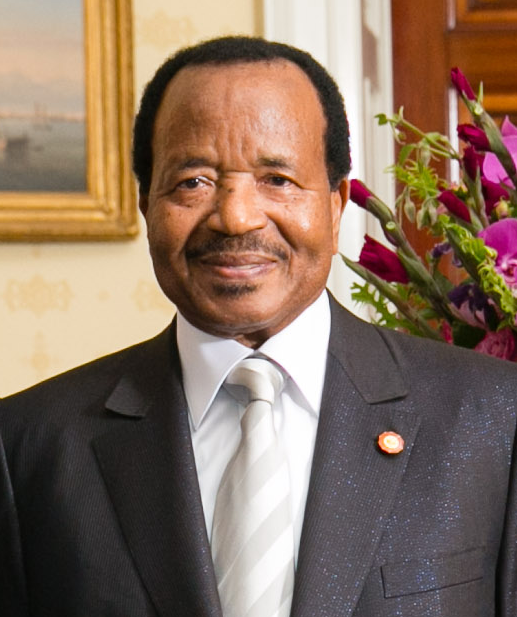
Paul Biya depuis 1982